# دانيال كويفاس
دانيال كويفاس (بالإنجليزية: Daniel Cuevas)‏ هو لاعب كرة قدم أمريكي، ولد في 29 يوليو 1993 في ساكرامنتو في الولايات المتحدة. شارك مع منتخب الولايات المتحدة تحت 20 سنة لكرة القدم. أما مع النوادي، فقد لعب مع إندي إليفن وسانتوس لاغونا.

## وصلات خارجية
- دانيال كويفاس على موقع الاتحاد الدولي (مؤرشف)  (الإنجليزية)
- دانيال كويفاس على موقع قاعدة بيانات كرة القدم.إي يو (الإنجليزية)